# Sinización
Sinización, o sinificación (en mandarín: 中国化 Zhōngguóhuà o 汉化 Hànhuà), es la asimilación lingüística o asimilación cultural de conceptos del idioma chino y la cultura de China. 
Originalmente la lengua y la cultura china antiguas se restringían a la cuenca del bajo Huang He y sólo con la dinastía Han se extendería al sur del río Yangtsé. Originalmente la parte meridional de China, estuvo poblada por pueblos que hablaban lenguas emparentadas con el antiguo idioma yue y no con las lenguas siníticas.
En contextos más generales, se entiende por sinización el proceso de "hacerse Chino" o "hacerse Han"; el proceso opuesto es hacerse "no Chino" (desinización). El término se ha usado en ciencias sociales principalmente para describir la asimilación cultural de personas no-Han (como los Manchus, Tibetanos, Mongoles o Uyghures) dentro de la identidad China.

## Otras acepciones del término
En lingüística, el término es usado específicamente para referirse a la transliteración, y en este aspecto la "sinización" es paralela a la romanización.
Más ampliamente, "sinización" también se refiere al fenómeno, en el cual, las culturas vecinas de China se han visto influidas por la cultura y lenguaje de este país sin haberse asimilado. Esto se refleja en las historias de Corea, Vietnam y Japón.

## Proceso histórico de sinización

### Sinización antigua del sur de China
Antes de la asimilización cultural y lingüística de la mayor parte de la población residente en el Imperio chino, los pueblos indígenas no chinos del China meridional, colectivamente denominado por los chinos como baiyue (en chino, 百越; literalmente, ‘Cientos de pueblos Yue’), habitaron la costa de China desde el norte hasta el Yangtze, hasta el sur del golfo de Tonkín.
Ya en el siglo XI a. C., algunos de los pueblos baiyue en el delta del río Yangtsé comenzaron a sinizarse, marcados por su establecimiento del estado Wu. Estos pueblos yue, junto con sus vecinos del sur que formaron el Estado Yue siglos más tarde, se denominan colectivamente como pueblos yuyue. Con el tiempo, el contacto mutuo entre los pueblos baiyue y los chinos han, así como la propagación hacia el sur de los chinos Han principalmente como refugiados de guerra, llevaron a la sinización de la mayoría de las poblaciones baiyue que permanecieron en el sur de China, ya sea en el valle del valle del Yangtze o en zonas costeras desde la desembocadura del Yangtsé hasta el golfo de Tonkín. Los restos de estos pueblos que no fueron plenamente sinizados son ahora reconocidos oficialmente como las minorías étnicas de la República Popular de China.

### Integración moderna
La política de integración está dirigida a fortalecer la identidad China entre la población, a desarrollar valores compartidos, orgullo de ser un ciudadano del país, respeto y aceptación hacia diferencias culturales entre ciudadanos de China.